# Reggenza di Flores Orientale
La reggenza di Flores Orientale (in indonesiano: Kabupaten Flores Timur) è una reggenza dell'Indonesia, situata nella provincia di Nusa Tenggara Orientale.